# Larus belcheri
Larus belcheri е вид птица от семейство Laridae.

## Разпространение
Видът е разпространен в Перу и Чили.